# Метровагонмаш
АО «Метровагонмаш» (до 1992 года входило в состав «Мытищинского машиностроительного завода») — одно из ведущих предприятий России, работающих в области транспортного машиностроения. Расположено в Московской области, в Мытищах. Входит в состав «Трансмашхолдинга».
Колесин Алексей Юрьевич - Главный конструктор специального конструкторского бюро метровагоностроения 2005-2017.

## История

### Российская империя
Мытищинский машиностроительный завод был основан в 1897 году в Мытищах Московской губернии. Его основателями стали потомственный почётный гражданин Савва Мамонтов, дворянин Константин Арцыбушев и гражданин Северо-Американских Соединённых штатов, временный Московской 1-й гильдии купец, инженер Александр Бари, которые в декабре 1895 года представили в Министерство финансов России проект «Московского акционерного общества вагоностроительного завода». 2 января 1896 года Комитет министров разрешил «учреждение означенной Компании», а её Устав был утверждён Николаем II.
По своему техническому оснащению завод предназначался для постройки подвижного железнодорожного состава и изготовления запасных частей. Первой продукцией завода стали вагоны для Северной железной дороги России.
В 1903 году началось производство трамвайных вагонов и снегоочистителей для Москвы. Ещё до начала Первой мировой войны завод принял заказы от военного ведомства и приступил к изготовлению полевых вагонов и платформ для перевозки военной техники.

### СССР

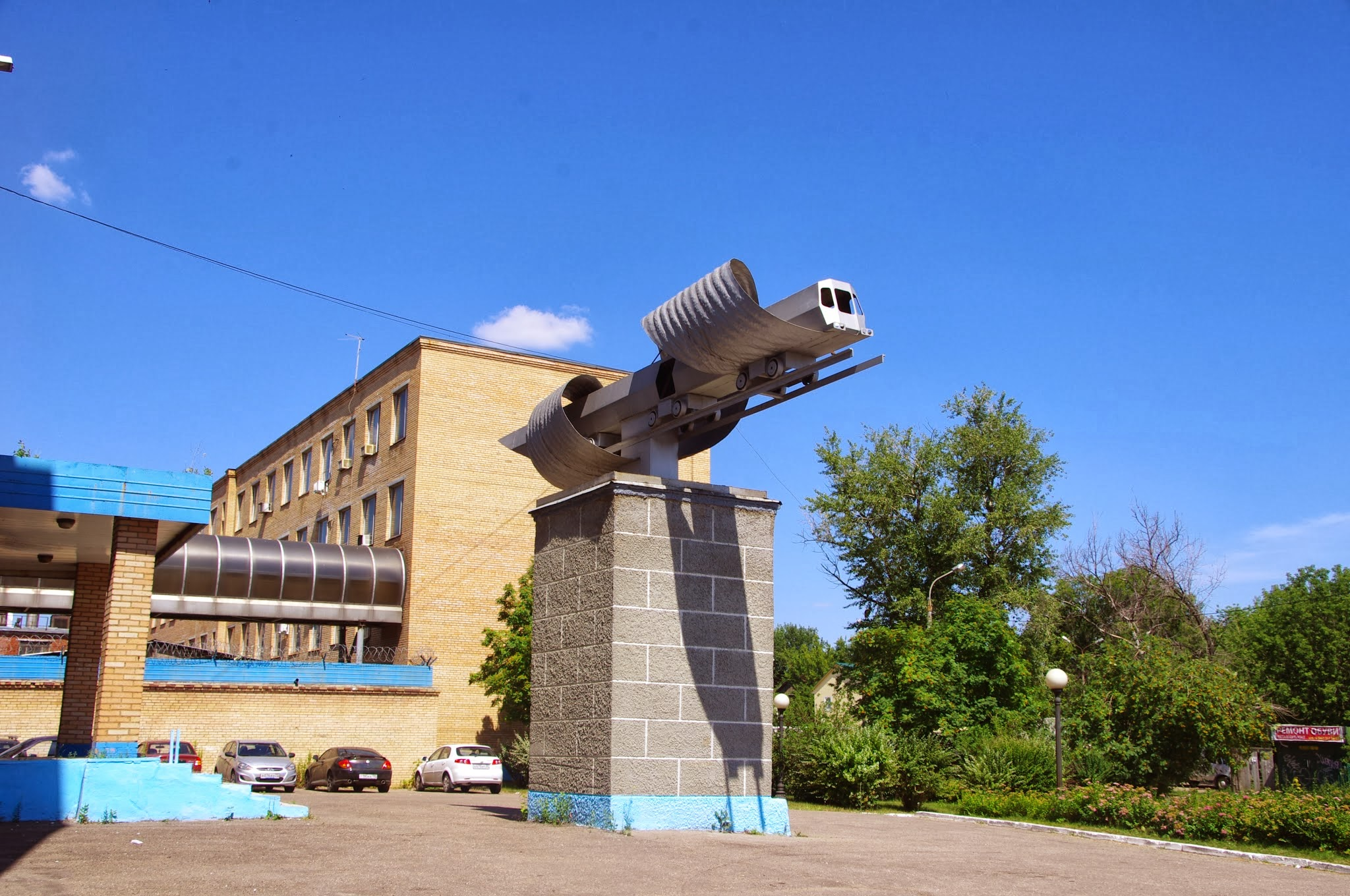
Памятник у завода «Метровагонмаш»

В 1926 году впервые в стране на заводе начался выпуск электровагонов (электричек) для первых электрифицированных дорог: Баку—Сабунчи в Азербайджане (1926 год), Москва—Мытищи (1929 год). Одновременно с этим продолжался выпуск трамвайных вагонов: к маю 1934 года завод производил переоснащение Владикавказского трамвая в связи с перешивкой системы на широкую колею.
В 1935 году начался выпуск вагонов метро для Московского метрополитена.
В июне 1941 года, с началом Великой Отечественной войны, Мытищинский вагоностроительный завод был передан в ведение Наркомата вооружений как завод № 592. В первые месяцы войны завод перепрофилирован на производство корпусов авиабомб, снарядов, платформ для зенитно-артиллерийских систем. В октябре 1941 года завод эвакуируют на Урал, оборудование и рабочие завода попадают на завод 78 и на площадку Усть-Катавского вагоностроительного завода. Оставшиеся в Мытищах мощности продолжают выпуск оборонной продукции. Однако уже в апреле 1942 года принимается решение о переносе эвакуированных в Усть-Катав мощностей в Мытищи на завод № 592.
В январе 1942 года завод получает задание на производство зенитных бронепоездов. Во второй половине 1942 года завод получает задание на производство самоходных артустановок. Для выполнения задания на заводе организуется конструкторское бюро (ОКБ-40). На базе немецкого среднего танка Panzerkampfwagen III конструкторское бюро завода разработало САУ СГ-122 и СУ-76и. Первая из них была выпущена мелкой серией в 27 единиц, а производство второй передали на завод № 37 в Москве. Причиной стало распоряжение Государственного комитета обороны об организации в Мытищах выпуска лёгкого танка Т-80. Завод получил дополнительное оборудование, специалистов и новый номер: № 40. В октябре 1943 года лёгкий танк Т-80 был снят с конвейера в пользу увеличения выпуска самоходных артиллерийских установок СУ-76. В 1945 году освоено производство гусеничных тягачей. За образцовое выполнение заданий для фронта предприятие было награждено орденом Отечественной войны I степени, на вечное хранение ему было передано переходящее знамя Государственного Комитета Обороны.
26 сентября 1948 года завод № 40 был переименован в Мытищинский ордена Отечественной войны 1 степени машиностроительный завод.
После окончания войны ОКБ и завод продолжили разработку и выпуск самоходных артсистем и гусеничных шасси,  для ЗСУ-23-4 «Шилка», «Куб», «Бук», «Тор», «Тунгуска».
C 1947 года завод приступил к выпуску на шасси грузовика ЗИС-5В самосвала ЗИС-ММЗ-05. В дальнейшем ММЗ стал крупнейшим производителем самосвалов на шасси ЗИС/ЗИЛ. Объёмы производства в 1970-80-х годах достигали 200 самосвалов в сутки (около 50 тыс./год). В 1990-х объёмы производства из-за кризиса российского автопрома упали до 1-1,5 тыс. самосвалов в год. В 1972 году на заводе впервые в стране были разработаны и серийно освоены грузовые прицепы к легковым автомобилям.
Награды
За освоение производства автомобильной техники в 1971 году предприятие награждено орденом Октябрьской революции. В 1975 году семейству телескопических гидроцилиндров для самосвалов присуждена Большая золотая медаль Международной Лейпцигской ярмарки.
За создание семейства скоростных гусеничных шасси «Мытищинский машиностроительный завод» получил три Государственные премии страны (1951, 1978, 1996 годах).
В марте 1976 года правительство ЧССР вручило Мытищинскому заводу орден Труда за поставку вагонов для Пражского метрополитена.

### Российская Федерация
После распада СССР предприятие преобразуется в акционерное общество, и получает название «Метровагонмаш». С 2006 года «Метровагонмаш» входит в Трансмашхолдинг. В связи с этим начинается выделение непрофильных активов. В 2009 году предприятие разделено на «Метровагонмаш», унаследовавший производство железнодорожной техники, и «Мытищинский машиностроительный завод», которому передано производство военной техники.

## Направления деятельности

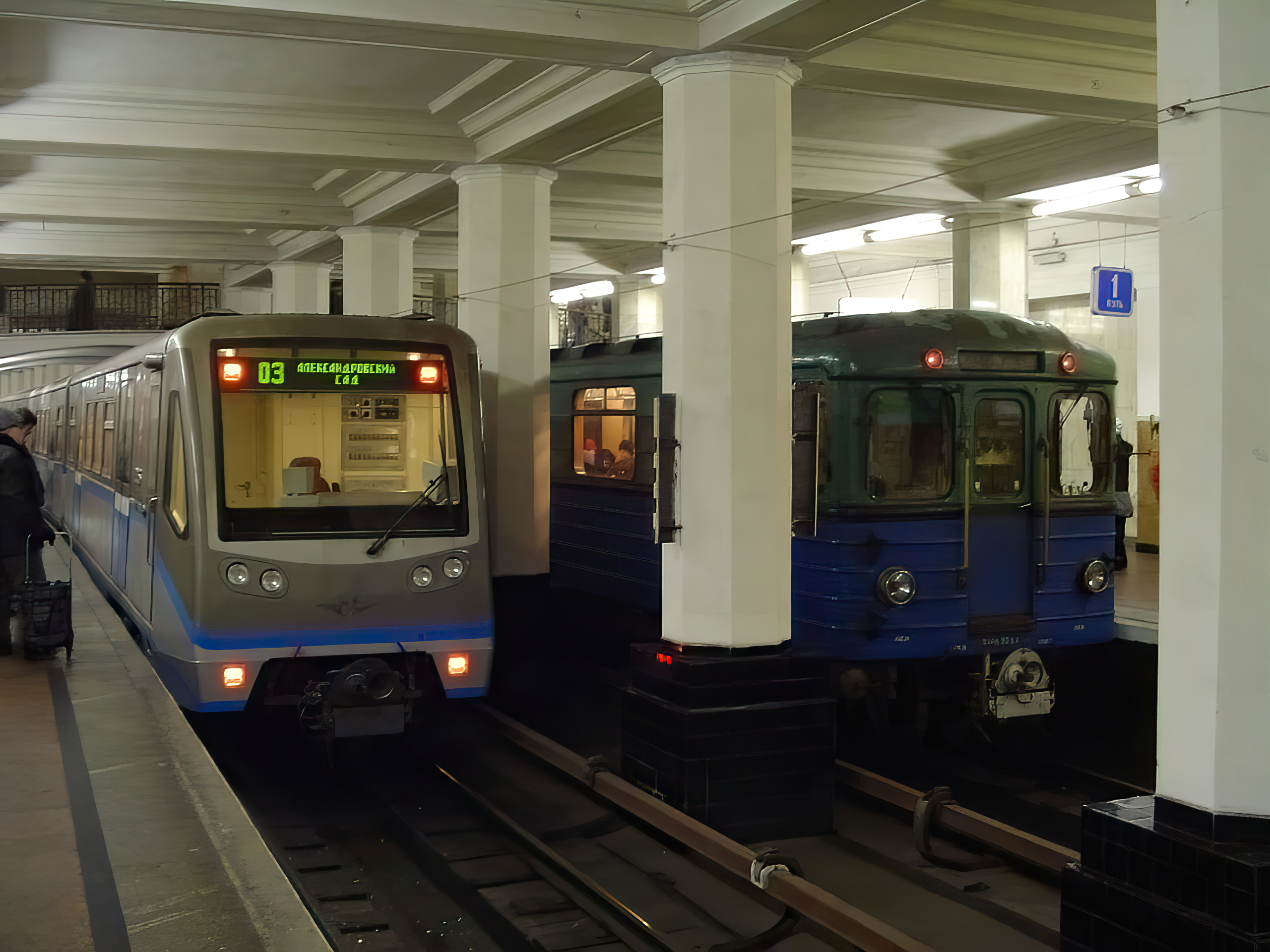
Вагоны метро 81-740.1/741.1 «Русич» и Еж на станции Александровский сад

Предприятие специализируется на разработке, проектировании и изготовлении подвижного состава для метрополитенов и железных дорог, запасных частей к выпускаемому подвижному составу, его капитальном ремонте и сервисном обслуживании.
За более чем вековую историю завод выпускал товарные, пассажирские, багажные вагоны, вагоны для городских конных железных дорог, вагоны трамваев. На предприятии были разработаны и изготовлены первые в стране автомотрисы, электрички, вагоны метро.
Вагоны метро используются в российских городах: Москве, Санкт-Петербурге, Нижнем Новгороде, Новосибирске, Казани, Самаре и Екатеринбурге, а также в Минске, Киеве, Харьковe, Днепре, Баку, Тбилиси, Ереване, Ташкенте, Праге, Будапеште, Варшаве и Софии. Всего на мытищинских вагонах работает 19 метрополитенов.
Отдельное направление работы завода — рельсовые автобусы. Эти относительно новые для отечественных железных дорог машины предназначены для работы на пригородных и межобластных неэлектрифицированных маршрутах. (См. рельсовые автобусы завода «Метровагонмаш»)

## Номенклатура продукции
| Продукция                          | Модель                           | 2006 | 2007 | 2008 | 2010 | 2011 | 2012 | 2013 | 2014 | 2015 | 2016 | 2017 | 2018 | 2019 | 2020 | 2021 | Фото                                                                   |
| ---------------------------------- | -------------------------------- | ---- | ---- | ---- | ---- | ---- | ---- | ---- | ---- | ---- | ---- | ---- | ---- | ---- | ---- | ---- | ---------------------------------------------------------------------- |
| Вагоны метро                       | 81-717/714                       | 87   | 121  | 171  | 99   | 80   | 47   | 55   | 15   |      | 18   | 8    |      | 8    | 4    |      | Фотография 2006 года                                                   |
| Вагоны метро                       | 81-722/723/724                   |      |      |      |      |      |      |      |      | 36   |      |      |      | 56   | 216  |      | Электропоезд модификации .3 с головным вагоном 22092 на парковых путях |
| Вагоны метро                       | 81-725/726/727                   |      |      |      |      |      |      |      |      |      |      |      |      |      |      |      |                                                                        |
| Вагоны метро                       | 81-740/741                       | 74   | 128  | 113  | 76   | 117  | 54   | 30   |      |      |      |      |      |      |      |      | Фотография 2007 года                                                   |
| Вагоны метро                       | 81-760/761                       |      |      |      | 8    | 9    | 32   | 310  | 342  | 102  | 302  |      |      |      |      |      | Фотография 2010 года                                                   |
| Вагоны метро                       | 81-765/766/767                   |      |      |      |      |      |      |      |      |      | 3*   | 261* | 532  | 634  | 216  |      | Электропоезд 81-765/766/767 для Московского метрополитена              |
| Вагоны метро                       | 81-775/776/777                   |      |      |      |      |      |      |      |      |      |      |      |      |      | 335  |      | Обкатка третьего состава на Кольцевой линии, станция «Комсомольская»   |
| Рельсовые автобусы и дизель-поезда | РА1                              | 32   |      | 2    |      |      |      |      |      |      |      |      |      |      |      |      | Рельсовый автобус РА-1 модель 731 в Томске                             |
| Рельсовые автобусы и дизель-поезда | РА2                              | 14   | 60   | 63   | 9    |      |      |      |      |      |      |      |      |      |      |      | Фотография 2007 года                                                   |
| Рельсовые автобусы и дизель-поезда | РА-В                             | 40   |      |      |      |      |      |      |      |      |      |      |      |      |      |      | Будапешт                                                               |
| Рельсовые автобусы и дизель-поезда | ДП-С                             |      |      |      |      | 1    | 11   |      |      | 4    | 23   |      |      |      |      |      | Пожига                                                                 |
| Рельсовые автобусы и дизель-поезда | ДП-M                             |      |      |      |      |      |      | 1    |      |      |      |      |      |      |      |      | кольцо ВНИИЖТ                                                          |
| Рельсовые автобусы и дизель-поезда | РА3                              |      |      |      |      |      |      |      |      |      |      |      |      | 34   |      |      | РА3-005-Щербинка                                                       |
| Трамваи                            | Витязь-М                         |      |      |      |      |      |      |      |      |      |      | 1    |      |      |      |      | Трамвай 71-931М (Витязь-М)                                             |
| Служебный ПС                       | 81-730.05                        |      |      | 2    |      |      |      |      |      |      |      |      |      |      |      |      | Грузопассажирская автомотриса 81-730.05                                |
| Капитальный ремонт вагонов метро   | Капитальный ремонт вагонов метро |      | 45   | 80   |      |      |      |      |      |      |      |      |      |      |      |      | Вагоны Е депо Измайлово                                                |

## Развитие номенклатурной продукции

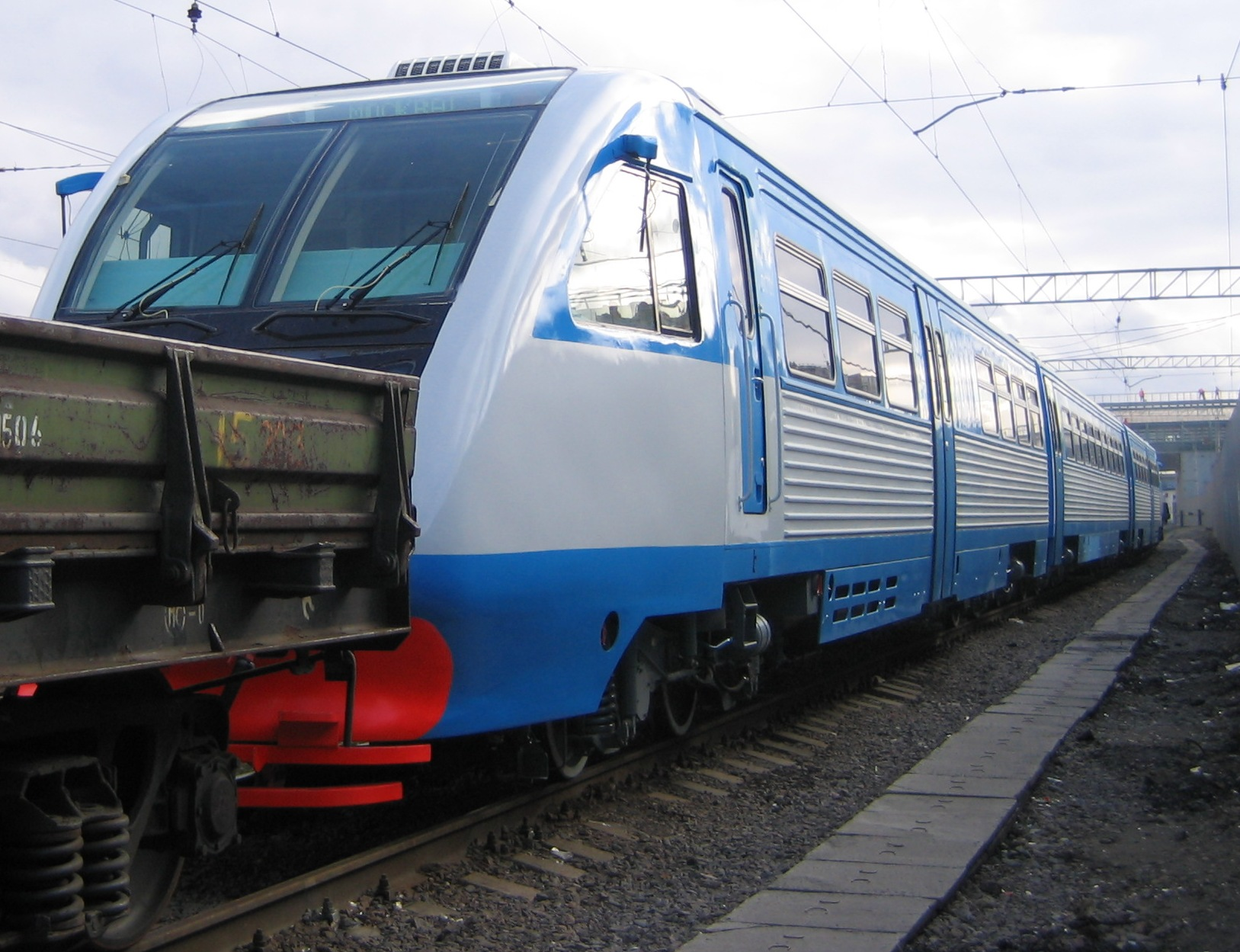
Рельсовый автобус РА-2

С 2009 года планировалось запустить в серийное производство модернизированные вагоны для метрополитена 81-714.6(К)/717.6(К) (в ноябре 2008 завершены испытания опытного поезда из 8 вагонов в метрополитене Москвы).
Новые вагоны отличаются повышенной безопасностью перевозки пассажиров, более комфортными условиями для машиниста, улучшенным внешним видом и экономичностью при обслуживании и ремонте. В обновленных составах установлена новая принудительная система вентиляции, как в поездах «Русич» (до модификации .4). Сиденья заменены на антивандальные, установлены дополнительные вертикальные поручни в середине вагонов. Салон полностью сделан из негорючих материалов, усилена шумоизоляция в вагонах. В модернизированных составах заменена тормозная система. Окрас внешних стен вагонов — серого цвета. В кабине машиниста будут установлены кондиционер, новый пульт управления, кресло с системой вибропоглощения и пневморегулирования. В кабине также располагается эвакуационный выход.
В связи с санкциями, продолжит поставлять подвижной состав Минскому метрополитену в виде вагонов 81-765/766 из-за отказа компании «Stadler Rail» поставлять поезда Stadler M110/M111.

## Руководители предприятия
| Смотреть список руководитетелей | |
| --- | --- |
| - С. Г. Лабунский (1900—1911) - Полубояринов (1911) - М. Г. Филиппов (1918—1923) - П. В. Дружинин (1923—1927) - В. А. Зиновьев (1927—1930) - А. И. Беленц (1930—1931) - Токарев (1931—1932) - А. Б. Хруничев (1932—1937) - А. А. Мышленков (1937—1938) - М. З. Гаврилов (1938—1939) - С. С. Игнатов (1939 — октябрь 1941) - Д. Ф. Панкратов (1941—1942) - Г. Б. Мартиросов (1943—1944) - М. Д. Горшунов (1944—1947) - Г. В. Баулин (1947—1952) - Е. А. Дундуков (1952—1954) - Г. А. Веденяпин (1954—1956) - М. М. Горшенин (1956—1958) - И. П. Крысин (1958—1960) - М. Г. Ветлицын (1960—1964) - В. В. Юшков (1964—1969) - А. А. Мощевитин (1969—1975) - В. Н. Донсков (1975—1987) - Ю. А. Гулько (1987—2004) - А. А. Андреев (2004—2016) - Б. Ю. Богатырев (2016—2021) - А. А. Васильев (2021—2023) - А. Б. Степнов (с апреля 2023) | |
| | В разделе не хватает ссылок на источники (см. рекомендации по поиску). Информация должна быть проверяема, иначе она может быть удалена. Вы можете отредактировать статью, добавив ссылки на авторитетные источники в виде сносок. (25 июля 2013) |

## Санкции в связи со вторжением России на Украину
19 мая 2023 года, из-за нападения России на Украину, предприятие подпало под блокирующие санкции США «за связь с активизацией усилий России по разработке оружия и связанных с ним систем». В частности отмечалось участие предприятия в производстве военной техники, включая шасси для российских радаров класса «земля-воздух», систем вооружения и нескольких видов бронированных гусеничных машин. Руководство «Трансмашхолдинга» планирует оспаривать американские санкции. По аналогичным основаниям находится в санкционном списке Украины.
В 2021 году Тбилисский метрополитен заключил контракт с «Метровагонмашем» на обновление подвижного состава в количестве 40 единиц (по другим источникам, 44), что после нападения было негативно воспринято в Тбилиси. В 2023 году тбилисские власти отказались от закупки нового подвижного состава в России в связи с подпаданием «Метровагонмаша» под санкции, перед отказом, однако, не планируя отменять закупку.
В июне 2023 года Евросоюз в рамках 11-го пакета санкций против России сделал исключение для возможности обслуживания «Метровагонмашем» вагонов 81-717.2К/714.2К Будапештского метрополитена, курсирующих по линии М3.
В связи с санкциями, спровоцированными российским вторжением на Украину, завод «Метровагонмаш», который принадлежит «Трансмашхолдингу», возобновил производство и поставки подвижного состава в Минский метрополитен в виде вагонов серии «Минск-2024» с предположительным заводским обозначением 81-765.7/766.7 для Зеленолужской линии, чем первоначально должна была заниматься швейцарская компания «Stadler Rail», поставляя поезда Stadler M110/M111.

## Происшествия
14 ноября 2023 года один из поездов «Москва-2020» при прохождении испытаний на площадке завода врезался в тупиковую призму, пробил её и сошёл с рельсов, пострадавших не было.